# HO-Gaststätte „Sachsenhaus“
Die Leipziger Gaststätte „Sachsenhaus“ war in der DDR ein Restaurant der HO in der Katharinenstraße Nr. 10/12, vis-a-vis der ehemaligen „Alten Waage“. Die HO-Gaststätte „Sachsenhaus“ wurde ab den 1950er Jahren die zentrale Lehrgaststätte für Köche und Kellner in der Stadt Leipzig.

## Geschichte und Architektur des gastronomischen Ausgehviertels

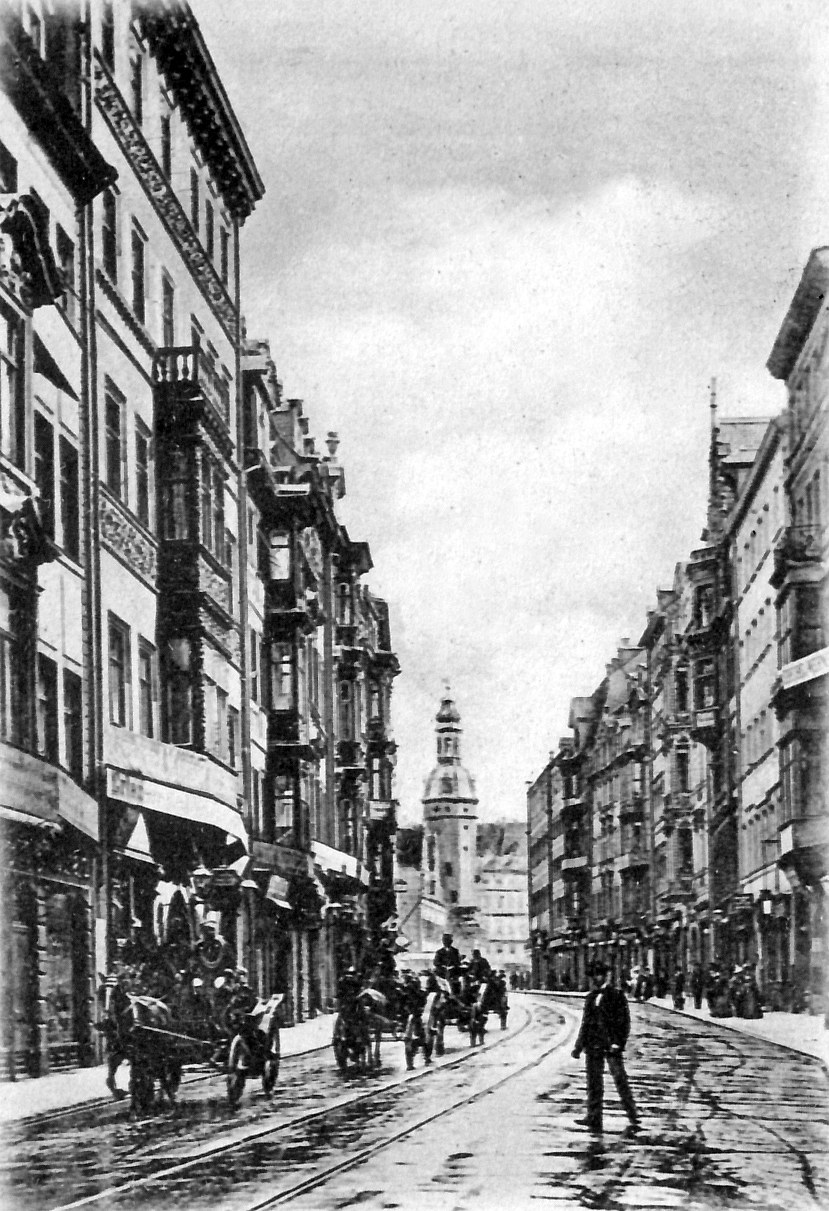
Ein Blick in das Ausgehviertel Katharinenstraße – hin zum alten Rathaus, 1902

Vor dem Zweiten Weltkrieg säumten die Katharinenstraße Barock- und Renaissancebauten und gaben ihr einen einmaligen Glanz und ein besonderes Gepräge. Die Vielzahl der reich ausgestalteten Patrizierhäuser strahlte in der „schönsten Straße Leipzigs“ eine besondere Atmosphäre aus. Der Handel und das Gastgewerbe blühte und profitierte von der Nähe zum Marktplatz mit Altem Rathaus. Die Popularität der Restaurants und Kaffeehäuser in der Straße war groß.
In der ersten Hälfte des 18. Jahrhunderts wurde schon die Eleganz des Zimmermannschen Kaffeehauses in der Katharinenstraße gelobt, in dem Johann Sebastian Bach musizierte. In den ansässigen Kaffeehäusern wurde nicht nur musikalisch unterhalten, sondern auch Politik an Tischen ausgedacht, denn als Kulisse für politische Entscheidungen dienten sie allemal.
Die Höflichkeit und die Zuvorkommenheit, die hervorragenden Speisen waren Aushängeschild in der Flaniermeile der Messestadt. Bekannterweise ist die Gastronomie in einer Stadt der Ausdruck des jeweiligen Kulturzustandes seiner Bewohner. Anfang des 20. Jahrhunderts bis zum Zweiten Weltkrieg galt Leipzig als reichste Stadt Deutschlands und war heimliche Hauptstadt der Feinschmecker, denn durch die zentrale Lage und die Bedeutung der Messe profilierte sich eine gehobene Gastkultur in vielen Restaurants und Hotels. So war Friedrich Wilhelm Krause, Leipzigs unumstrittener Delikatessenkönig in der Katharinenstraße, deutschlandweit bekannt. Sein Verkaufssortiment war unglaublich groß, seine Verkaufskultur hätte heute noch Chancen, viele Kunden zu erreichen. Frische Austern, französische Pasteten und Terrinen, französischer Käse und Poularden, Hummer, frische Trüffel und russischer Kaviar rundeten das Standardsortiment ab. Champagner, sonstige große Rotweine gehörten zum Portfolio des Feinschmeckertempels. Über die sogenannte „Stadtküche“ (heute Catering) konnte man sich die Luxuslebensmittel in der Wohnung zubereiten lassen.
In den 1930er Jahren befanden sich neben Trinkstuben folgende Gaststätten in den schönen Patrizierhäusern mit den charakteristischen Höfen:
| Perner Kabarett,                       | Katharinenstraße 13 |
| Münchner Löwenbräu,                    | Katharinenstraße 17 |
| Klosterbräu Leipzig,                   | Katharinenstraße 12 |
| ab Mitte 1930er Jahre                  |                     |
| Münchner Hofbräu,                      | Katharinenstraße 12 |
| Seyfferths Konditorei,                 | Katharinenstraße 15 |
| Erdener Treppchen,                     | Katharinenstraße 18 |
| Delikatessen Friedrich Wilhelm Krause, | Katharinenstraße 6  |

Bei Bombenangriffen im Zweiten Weltkrieg wurde die architektonisch interessante, östliche Seite der Katharinenstraße fast völlig zerstört. Die Gaststätte Münchner Hofbräu hatte jedoch in der Hausnummer 12 auf der östlichen Straßenseite die Luftangriffe überstanden, ansonsten standen nur noch Fragmente der schönen Barockhäuser. Aus der bekannten Gaststätte wurde nun unter sozialistischen Bedingungen die HO Gaststätte „Sachsenhaus“. Der Gastraum war im Stil der 50er Jahre eingerichtet, Pastelltöne und typische Möbel der Zeit dominierten bei der Innengestaltung. 1946 konnte bereits wieder mit Dünnbier, Alkolat und einfachen Lebensmitteln gefeiert werden, vorausgesetzt man hatte eine Lebensmittelkarte.

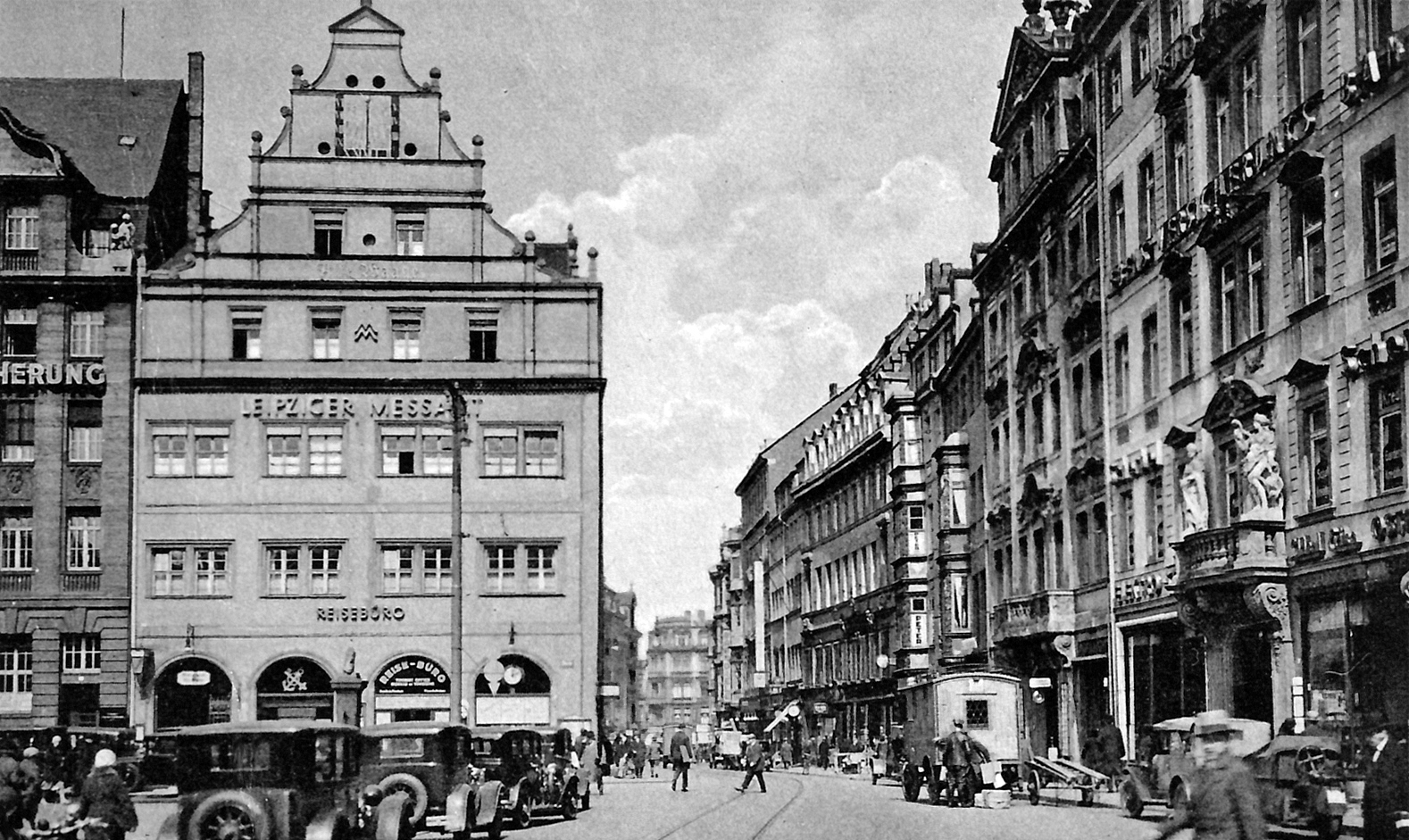
Blick auf die östliche Katharinenstraße vom Markt aus gesehen (Haus vorn rechts Nr. 12), um 1930
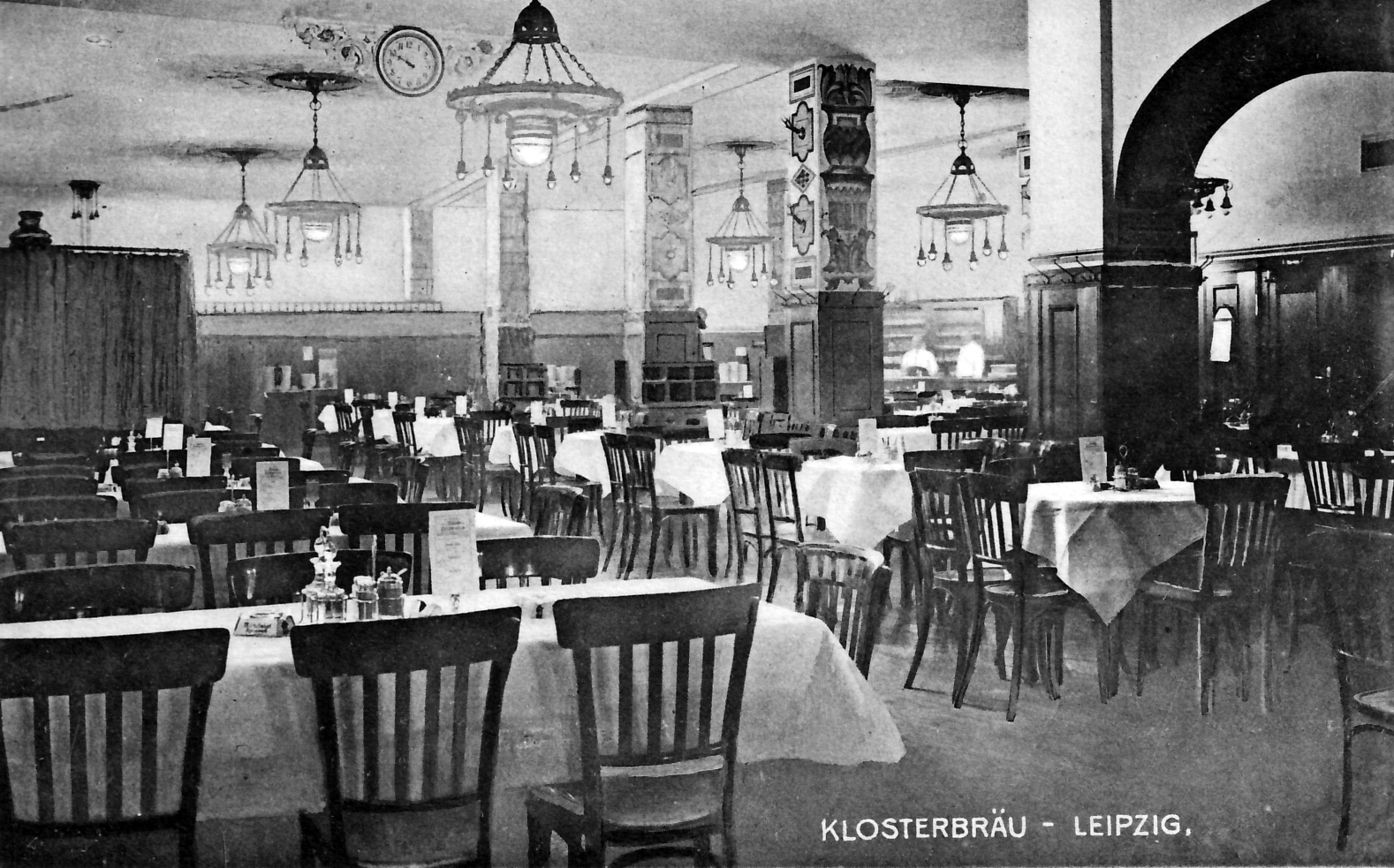
Klosterbräu 1927 (Katharinenstraße 12, Leipzig)
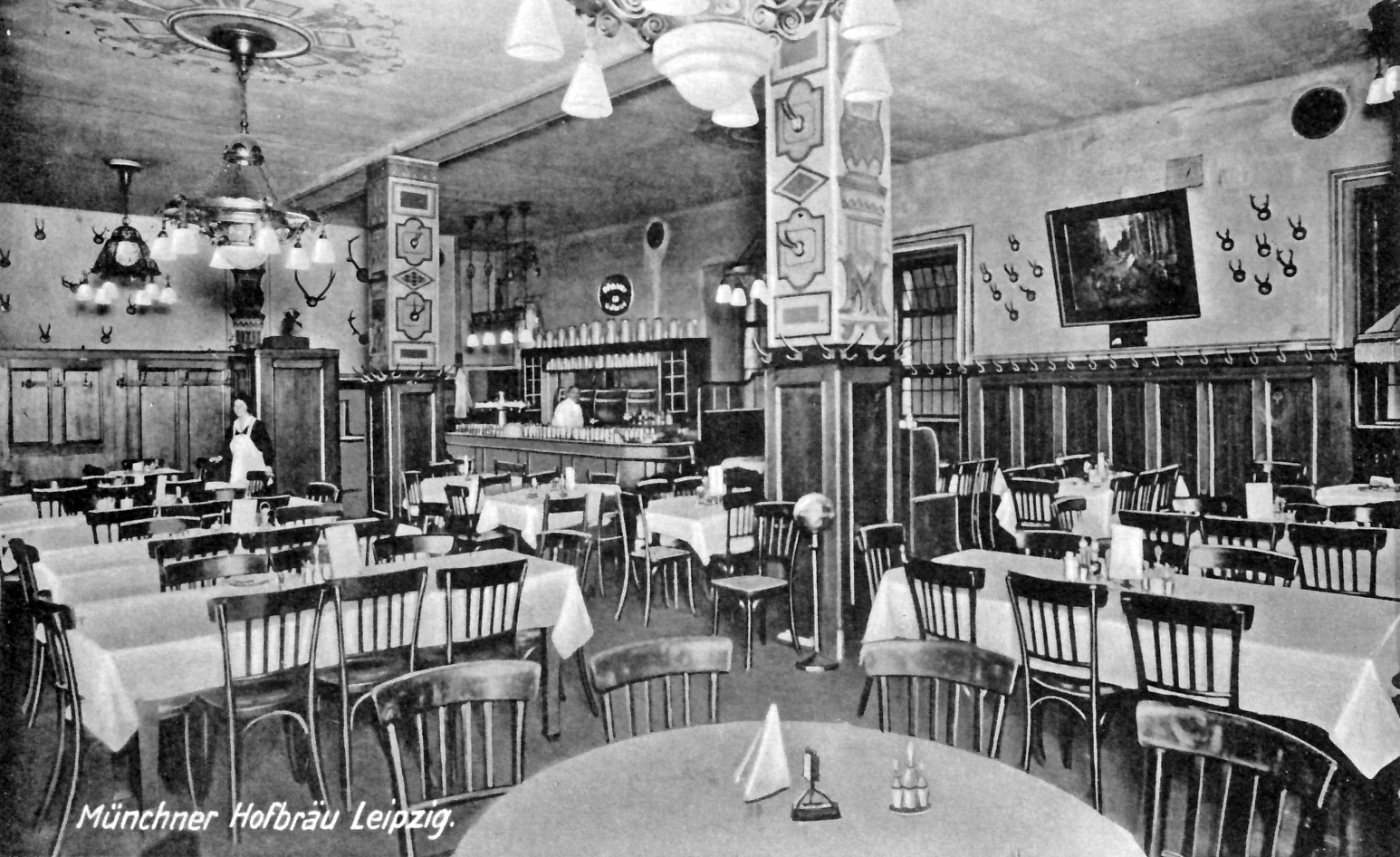
Münchner Hofbräu 1936 (Katharinenstraße 12, Leipzig)
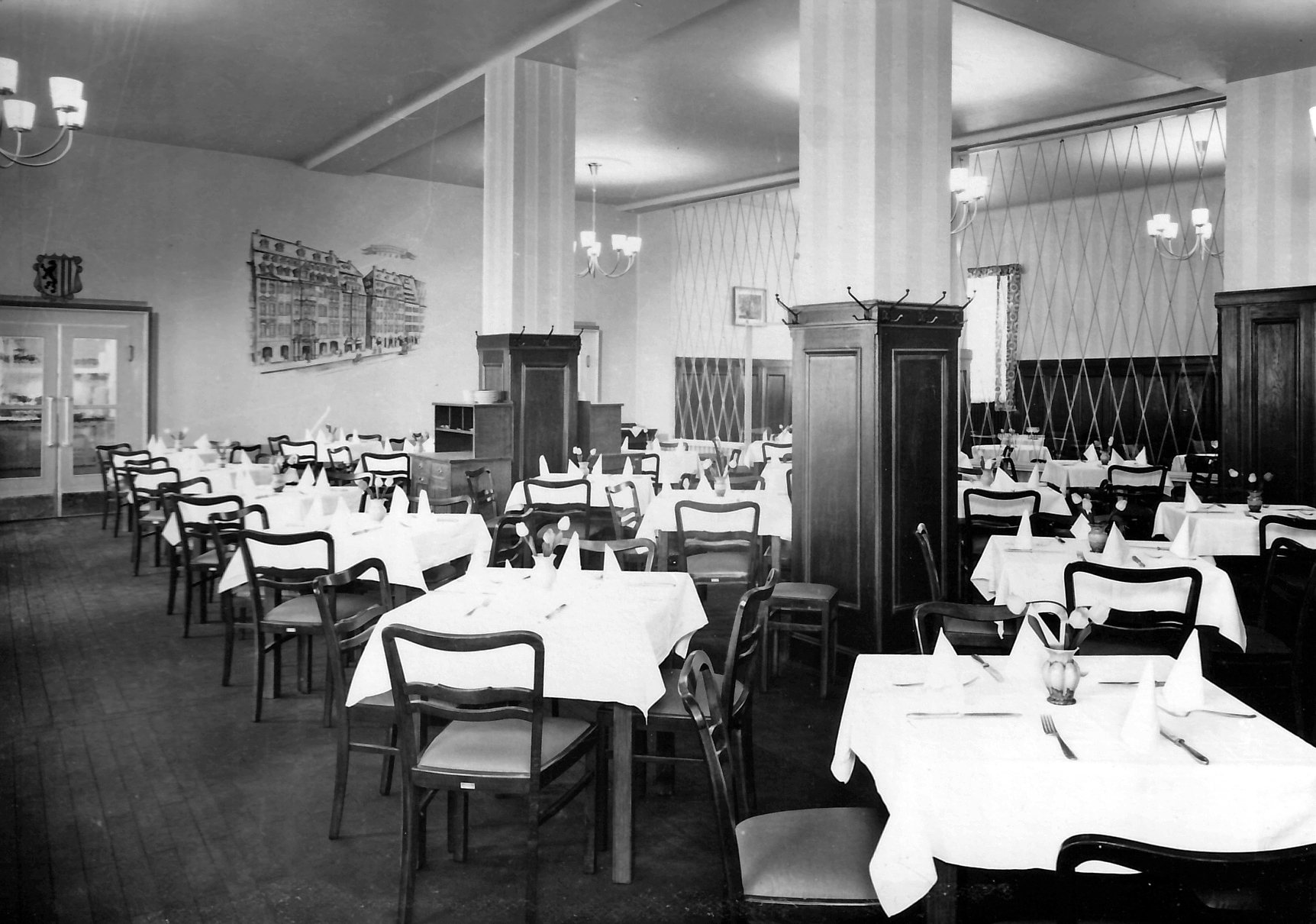
HO-Gaststätte Sachsenhaus 1959 (Katharinenstraße 10/12, Leipzig)

## Zentrale Ausbildungsgaststätte für Küche und Kellner

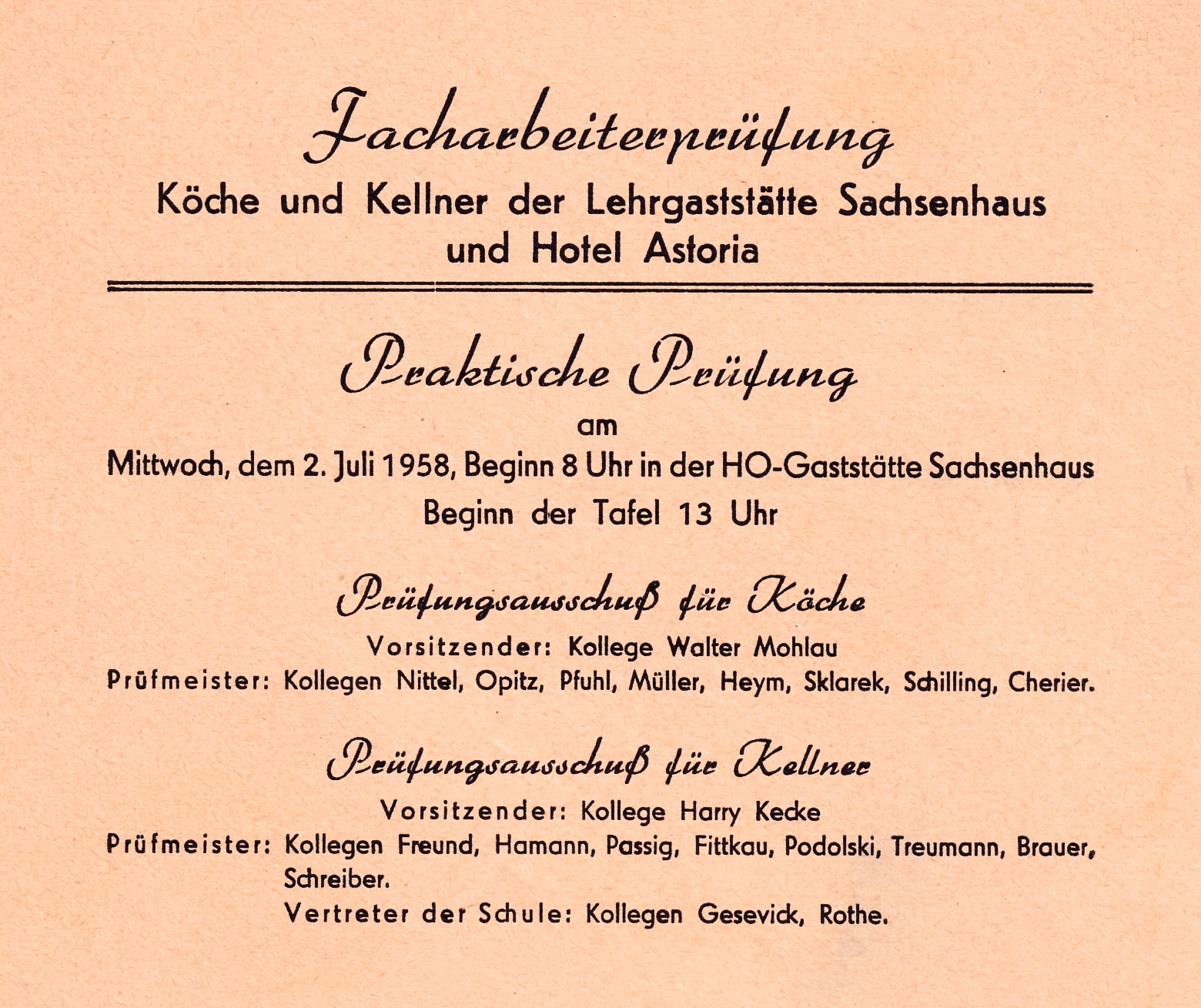
Facharbeiterprüfung für Köche und Kellner in der HO-Gaststätte Sachsenhaus am 2. Juli 1958

Bezugnehmend auf das kulinarische Erbe und die ständige Verbesserung der Rohstoffsituation profilierte man die zentrale Ausbildung der Köche und Kellner im „Sachsenhaus“ Leipzig. Hochqualifizierte, mit internationalen Auszeichnungen dekorierte Küchenmeister garantierten gute Bildungserfolge. Anfang der 70er Jahre wurde durch die neue Bebauung das letzte Gebäude auf der östlichen Seite der Katharinenstraße abgerissen und die zentrale Ausbildungsstätte aufgelöst. Leipzig war eindeutig bis in die 1970er Jahre Zentrum der DDR-Gastronomie, konnte aber Anfang der 1980er Jahre nicht mehr mit der kulinarischen Spitzenklasse in Europa mithalten, weil frische Produkte aus Italien und Frankreich nicht ausreichend zur Verfügung standen. Die Haute Cuisine in Westdeutschland wurde ein Privileg der süddeutschen Gastronomen mit ihrer räumlichen Anbindung an Frankreich und Italien. Heute hat die Katharinenstraße auf der östlichen Seite ein völlig anderes Gesicht und wenig erinnert an die geschichtsträchtigen, reich verzierten Fassaden der ehemaligen Prachtstraße und deren gastronomisches Flair.